# ヨハン・ニコラウス・バッハ
ヨハン・ニコラウス・バッハ（Johann Nicolaus Bach または Johann Nikolaus Bach 1669年10月10日 - 1753年11月4日）は、ドイツの作曲家。
音楽一族バッハ家出身で、ヨハン・ニコラウスはヨハン・クリストフ・バッハの長男であり、著名なヨハン・ゼバスティアン・バッハとははとこの関係にあたる。イェーナ大学で学んだヨハン・ニコラウスは、後に母校のオルガニストとなっている。生地はおそらく父が音楽家として職を得ていたアイゼナハであると考えられ、1689年まではアイゼナハ・ラテン学校に籍を置き、ゼバスティアン・クニュップファーの息子でイェーナの街のオルガニストであったJ.M.クニュップファーに師事していた。1696年のイタリア逗留後、ヨハン・ニコラウスはイェーナの州立教会、及び修道者教会のオルガニストに就任した。
ヨハン・ニコラウスはアントニオ・ロッティの影響を受けた。デンマークの軍隊に入隊したが、その後イェーナに戻って没するまでこの地で暮らした。彼の作品はわずかしか現存していない。また、彼はハープシコードやオルガンの製作も行った。
現存するヨハン・ニコラウスの作品には、ミサ曲が1曲、『Nun freut euch lieben Christen g'mein』へのコラール前奏曲が2曲などがある。ジングシュピール『Der jenaische Wein- und Bierrufer』は、イェーナの学生の伝統に基づくクォドリベットの形式をとっている。